# Желание (фильм, 2013)
Желание (также известна как Со Вон кор. 소원, So-won) — корейская драма 2013 года режиссёра Ли Чжун Ика. Главные роли в фильме сыграли Соль Гёнгу, Ом Дживон и Ли Ре. Картина получила награду Голубой дракон в категории Лучший фильм.
Фильм основан на реальных событиях — нашумевшем уголовном деле На Ён 2008 года — 8-летняя девочка, называемая в корейской прессе «На Ён», была изнасилована в общественном туалете пьяным 57-летним мужчиной. Обвиняемый был приговорён к 12 годам лишения свободы, что повлекло к протестам по всей стране, поскольку люди считали, что приговор слишком мягок для одного из жесточайших преступлений в истории страны.

## Предыстория
11 декабря 2008 года 8-летняя первоклассница (известная благодаря прессе под именем «На Ён») по пути в школу была похищена пьяным 57-летним жителем Ансана Чо Дусуном. Чо насиловал девочку до потери её сознания в заброшенном общественном туалете при церкви. Когда девочка сопротивлялась, преступник избивал, душил её и пытался утопить в туалете. На Ён была найдена при смерти, ей потребовалась 8-часовая операция и длительное нахождение в реанимации. По словам врачей, преступник нанёс непоправимые повреждения гениталиям, анусу и желудочно-кишечному тракту ребёнка, для чего потребовалось проведение колостомии. Чо был арестован три дня спустя, ранее он 17 раз привлекался к ответственности за преступления сексуального характера и был приговорён к трём годам заключения в 1983 году за изнасилование.
Сторона обвинения требовала пожизненное заключение для преступника, а более 400 000 человек подписали петицию на сайте Daum за смертную казнь. В 2009 году суд приговорил Чо к 12 годам тюремного заключения, ссылаясь на потерю вменяемости в результате алкогольного опьянения. Столь мягкий приговор повлёк за собой акции протеста среди населения, своё неодобрение по этому поводу высказал даже занимавший в то время пост президента страны Ли Мён Бак.
Позже родители На Ён подали в суд на адвокатов преступника за подвергание их ребёнка ненужному физическому и психологическому расстройству — они заявили о длительных допросах, проводившихся с На Ён практически сразу после хирургической операции. Ей приходилось отвечать на одни и те же вопросы четыре раза из-за того, что адвокаты не разобрались в показаниях, также они допрашивали девочку прямо в больнице на виду у персонала и пациентов и затягивали с предоставлением видео ареста Чо, что могло бы избавить от появления и допроса пострадавшей в зале суда в качестве свидетеля. Позже генеральный прокурор принёс публичные извинения родителям. В 2011 году Суд апелляционной инстанции потребовал у государства выплатить 13 миллионов корейских вон (около 11,5 тысяч долларов) На Ён в качестве компенсации.

## Сюжет
По дороге в школу девочку Со Вон (имя буквально обозначает «Желание» или «Надежда») похищает и насилует пьяный неизвестный мужчина. Для лечения множественных внутренних и наружных ранений ей приходится пройти через хирургические операции, но сложнее всего становится залечить психологические раны. Семье девочки приходится встретиться со сложнейшими испытаниями. Со Вон отказывается видеть своего отца Донхуна и говорить с ним, и ему приходится переодеваться в костюм и «прятаться» под маской её любимого мультипликационного персонажа. Постепенно девочка справляется с травмой, а семья находит в себе силы жить дальше.

## В ролях
- Ли Ре — Со Вон
- Соль Гёнгу[англ.] — Лим Донхун, отец Со Вон
- Ом Дживон[англ.] — Ким Михи — мать Совон
- Ким Хэсук[англ.] — Сон Джонсук, психиатр
- Ким Санхо[англ.] — Хан Гвансик, друг Донхуна
- Ра Миран[англ.] — жена Гвансика.

## Съёмки
Режиссёр Ли Чжун Ик приступил к съёмкам фильма после двухлетней паузы в работе в индустрии кино. Соль Гёнгу был заявлен одним из первых в актёрском составе. Режиссёр заявил, что желает снять «начинающееся с трагедии счастливое кино»: «Работая со столь душераздирающим материалом я хотел сделать фильм настолько счастливым, насколько это возможно. Я собираюсь представить человеческую драму, где надежда расцветает на краю несчастья и отчаяния после серии испытаний и трудностей». Он уточнил, что фильм не фокусируется на сенсации (какой является само уголовное дело), а на том, что происходит после, и что жизнь стоит того, чтобы продолжать жить и может быть счастливой даже после всего произошедшего.
Актриса Ом Дживон ранее отказалась от роли в фильме, полагая, что она недостаточно талантлива и готова к столь эмоциональной роли (матери Со Вон), однако она приняла предложения сняться в картине после прочтения сценария, заявив, что у неё появилась смелость на то, чтобы попытаться, и что эту историю обязательно нужно рассказать.
Съёмки начались в Чханвоне 13 апреля 2013 года. Во время работы над фильмом Соль Гёнгу, придерживаясь системы Станиславского, всё время носил костюм своего персонажа. Премьера фильма состоялась 24 июня 2013 года в Пусане.

## Кассовые сборы
Желание вышло в кинотеатрах 2 октября 2013 года, в первую неделю проката фильм возглавил список посещаемости в кинотеатрах Кореи, тогда было продано 1,21 миллиона билетов. 9 октября, в выходной день в честь корейского национального праздника День хангыля картину посетили 210 000 зрителей, что стало рекордным числом за время её проката. За вторую неделю количество зрителей, посмотревших фильм, выросло до 2,4 миллионовК концу проката общее количество зрителей превысило 2,7 миллионов, кассовые сборы составили более 18,5 миллиардов корейских вон.
Желание вышло в прокат в Японии, Гонконге, Сингапуре, Малайзии и Индонезии во время его показа на Пусанском международном кинофестивале. Он открыл показы Фестиваля корейского кино в Париже 2013 года, а также был показан на Лондонском фестивале корейского кино.

## Награды и критика
Фильм Желание получил награду Голубой дракон в категории Лучший фильм, неожиданно обойдя блокбастеры 2013 года Чудо в камере №7, Сквозь снег и Читающий лица, также он получил награду в категориях Лучший сценарий и Лучшая женская роль второго плана (Ра Миран).
Тем не менее, некоторые кинокритики выразили своё недовольство тем, что «несмотря на внимание к семье, чувствам и оптимизму», фильм «попытался превратить одно из самых ужасающих событий последних лет в сентиментальное развлечение для массового зрителя», что он «слишком идеалистичен», и что получение прибыли из столь трагического события (невзирая на намерения режиссёра) является сомнительным поступком.

## Список наград и номинаций
| Год  | Награда                                   | Категория                                       | Получатель            | Результат |
| ---- | ----------------------------------------- | ----------------------------------------------- | --------------------- | --------- |
| 2013 | Голубой дракон                            | Лучший фильм                                    | Желание               | Победа    |
| 2013 | Голубой дракон                            | Лучший режиссёр                                 | Ли Чжун Ик            | Номинация |
| 2013 | Голубой дракон                            | Лучшая мужская роль                             | Соль Гёнгу            | Номинация |
| 2013 | Голубой дракон                            | Лучшая женская роль                             | Ом Дживон             | Номинация |
| 2013 | Голубой дракон                            | Лучшая женская роль второго плана               | Ра Миран              | Победа    |
| 2013 | Голубой дракон                            | Лучший сценарий                                 | Ким Джихе, Чо Джунхён | Победа    |
| 2013 | Голубой дракон                            | Лучшая музыка                                   | Пан Джунсок           | Номинация |
| 2013 | Korean Association of Film Critics Awards | Лучшая женская роль                             | Ом Дживон             | Победа    |
| 2013 | Korean Film Actor’s Association           | Top Film Star Award                             | Ом Дживон             | Победа    |
| 2014 | KOFRA Film Awards                         | Лучший фильм                                    | Желание               | Номинация |
| 2014 | KOFRA Film Awards                         | Лучшая женская роль второго плана               | Ра Миран              | Победа    |
| 2014 | Chunsa Film Art Awards                    | Лучший режиссёр                                 | Ли Чжун Ик            | Номинация |
| 2014 | Chunsa Film Art Awards                    | Лучший сценарий                                 | Ким Джихе, Чо Джунхён | Номинация |
| 2014 | Beijing International Film Festival       | Лучшая женская роль второго плана               | Ли Ре                 | Победа    |
| 2014 | Baeksang Arts Awards                      | Лучший фильм                                    | Желание               | Номинация |
| 2014 | Baeksang Arts Awards                      | Лучший режиссёр                                 | Ли Чжун Ик            | Номинация |
| 2014 | Baeksang Arts Awards                      | Лучшая мужская роль                             | Соль Гёнгу            | Победа    |
| 2014 | Baeksang Arts Awards                      | Лучшая женская роль                             | Ом Дживон             | Номинация |
| 2014 | Baeksang Arts Awards                      | Лучшая женская роль второго плана               | Ра Миран              | Номинация |
| 2014 | Baeksang Arts Awards                      | Лучшая новая актриса                            | Ли Ре                 | Номинация |
| 2014 | Baeksang Arts Awards                      | Лучший сценарий                                 | Ким Джихе, Чо Джунхён | Победа    |
| 2014 | Giffoni Film Festival                     | Награда Gryphon за лучший фильм (Категория +18) | Желание               | Победа    |
| 2014 | Большой колокол                           | Лучший фильм                                    | Желание               | Номинация |
| 2014 | Большой колокол                           | Лучший режиссёр                                 | Ли Чжун Ик            | Номинация |
| 2014 | Большой колокол                           | Лучшая женская роль                             | Ом Дживон             | Номинация |
| 2014 | Большой колокол                           | Лучшая женская роль второго плана               | Ра Миран              | Номинация |